# AstraZeneca
AstraZeneca plc – brytyjsko-szwedzki koncern farmaceutyczny z siedzibą w Cambridge. Koncern powstał w 1999 r. z połączenia brytyjskiej spółki Zeneca Ltd i szwedzkiej Astra AB. Spółka jest notowana na giełdach w Nowym Jorku, Sztokholmie i Londynie. Jej główni konkurenci na rynku leków to Pfizer, GlaxoSmithKline, Sanofi, Novartis, Roche, Johnson & Johnson. Firma produkuje leki na potrzeby siedmiu działów medycyny: onkologii, pulmonologii, gastroenterologii, kardiologii, neurologii, anestezjologii oraz antybiotykoterapii.
Roczny budżet przeznaczony na badania wynosi 3 mld €. Firma zatrudnia na całym świecie ponad 80 tys. pracowników, w tym ok. 3 tys. w Polsce (2024). W 2020 r. fabryki koncernu znajdowały się w 18 krajach.

## Produkty
- AZD1222 – szczepionka przeciw COVID-19
- Acerbon (Lisinopril)
- Antra MUPS (Omeprazol)
- Arimidex (Anastrozol)
- Arimidex (anastrozol) – leczenie raka piersi
- AscoTop (Zolmitriptan)
- Atacand (Candesartan)
- Axanum (Esomeprazol/kwas acetylosalicylowy)
- Beloc-Zok (Metoprolol)
- Betaloc ZOK (metoprolol) – przy nadciśnieniu tętniczym, zaburzeniach rytmu serca i leczeniu niewydolności serca
- Bevespi (Glycopyrroniumbromid/Formoterol)
- Brilique (Ticagrelor)
- Bydureon (Exenatid)
- Casodex (Bicalutamid) (Antiandrogen)
- Casodex (bikalutamid) – rak stercza
- Crestor (Rosuvastatin)
- Daxas (Roflumilast)
- Duaklir/Brimica (Aclidiniumbromid/Formoterol)
- Eklira/Bretaris (Aclidiniumbromid)
- Fasenra (Benralizumab)
- Forxiga (Dapagliflozyna)
- Imfinzi (Durvalumab)
- Komboglyze (Saxagliptin/Metforminhydrochlorid)
- Lynparza (Olaparib) (PARP-Inhibitor)
- Nexium (esomeprazol) – stosowany w chorobie refluksowej przełyku i chorobie wrzodowej żołądka i dwunastnicy
- Nolvadex (tamoksyfen) – rak piersi
- Losec (omeprazol) – choroba refluksowa przełyku i choroba wrzodowa żołądka i dwunastnicy
- Onglyza (Saxagliptin)
- Oxis Turbuhaler (formoterol) – astma oskrzelowa
- Paludrine (Proguanil)
- Pulmicort (budezonid) – astma oskrzelowa
- Pulmicort (Budesonid)
- Rhinocort (budezonid) – alergiczny i niealergiczny nieżyt nosa, polipy nosa
- Seroquel (Quetiapin)
- Symbicort (budezonid) + (formoterol) – zastosowanie: astma oskrzelowa i POChP
- Symbicort (Budesonid/Formoterol)
- Tagrisso (Osimertinib)
- Vimovo (Naproxen/Esomeprazol)
- Xigduo (Dapagliflozin/Metforminhydrochlorid)
- Zibotentan
- Zoladex (goserelina) – rak stercza i rak piersi
- Zoliflodacin
- Zomig (zolmitriptan) – migrena

## AstraZeneca w Polsce
Polski oddział AstraZeneca otworzył przedstawicielstwo w 1992, które w 1998 r. przekształciło się w Astra Pharmaceuticals Poland Sp. z o.o., a później w AstraZeneca Pharma Poland Spółka z o.o..